# Homoneura latifrons
Homoneura latifrons är en tvåvingeart som beskrevs av Malloch 1927. Homoneura latifrons ingår i släktet Homoneura och familjen lövflugor.
Artens utbredningsområde är Taiwan. Inga underarter finns listade i Catalogue of Life.